# Stacy Haiduk
Stacy Haiduk (Grand Rapids, 24 aprile 1968) è un'attrice e produttrice cinematografica statunitense.
È famosa soprattutto per i ruoli di Hannah Nichols ne La valle dei pini, di Patty Williams e Emily Peterson in Febbre d'amore, e di Kristen DiMera e Susan Banks ne Il tempo della nostra vita.

## Biografia
Stacy Haiduk è nata il 24 aprile 1968 a Grand Rapids, in Michigan. Ha iniziato a recitare nel 1987 nel film Magic Sticks. Nel 1991 ha interpretato Alison in Steel and Lace ed è apparsa in un episodio di Parker Lewis. Dal 1988 al 1992 ha interpretato Lana Lang nella serie Superboy. Nel 1992 ha recitato nelle serie The Round Table. Dal 1993 al 1994 ha interpretato Katherine Hitchcock nella serie SeaQuest - Odissea negli abissi. Nel 1997 ha recitato nel film Little City e in alcune puntate di Melrose Place e C-16: FBI. Nel 1999 ha interpretato Ally Malone nel film di Jim Wynorski Tuono nel deserto. Nel 2001 ha impersonato Ilona nel film Gabriela. Successivamente ha recitato in alcuni episodi di serie TV tra cui CSI: Miami, Cold Case - Delitti irrisolti, CSI: NY, Prison Break, Life e Heroes. 
Nel 2004 ha recitato nel film da lei prodotto Salt: A Fatal Attraction. Dal 2007 al 2008 ha interpretato Hannah Nichols nella soap opera della ABC La valle dei pini. Dal 2009 al 2016 ha impersonato Patty Williams nella soap della CBS Febbre d'amore. Per questo ruolo, nel 2017 è stata candidata ai Daytime Emmy Awards come miglior attrice non protagonista in una serie drammatica. Nel 2010 ha interpretato Janet in Victim e Missy in No Answer. Nel 2019 ha interpretato la protagonista Julie nel film A casa con l'assassino. Nel 2010 interpreta Warden Smith per 3 puntate nella soap opera Il tempo della nostra vita. Dal 2018 interpreta Kristen DiMera nella soap opera Il tempo della nostra vita. Per questo ruolo, è stata candidata ai Daytime Emmy Awards come miglior attrice non protagonista in una serie drammatica nel 2022.

## Vita privata
L'11 novembre 1997 ha sposato l'attore Bradford Tatum. Hanno una figlia, Sophia.

## Filmografia

### Attrice

#### Cinema
- Magic Sticks, regia di Peter Keglevic (1987)
- Luther the Geek, regia di Carlton J. Albright (1989)
- Steel and Lace, regia di Ernest Farino (1991)
- Little City, regia di Roberto Banabib (1997)
- Tuono nel deserto (Desert Thunder), regia di Jim Wynorski (1999)
- Betty Love (Nurse Betty), regia di Neil LaBute (2000)
- Gabriela, regia di Vincent Jay Miller (2001)
- Salt: A Fatal Attraction, regia di Bradford Tatum (2006)
- The Mannsfield 12, regia di Craig Ross Jr. (2007)
- Within, regia di Hanelle M. Culpepper (2009)
- Victim, regia di Matt Eskandari e Michael A. Pierce (2010)
- No Answer, regia di Gordon Freeman (2010)
- A casa con l'assassino (Home Is Where the Killer Is), regia di Kaila York (2019)

#### Televisione
- Superboy - serie TV, 99 episodi (1988-1992)
- Parker Lewis - serie TV, episodio 2x06 (1991)
- Doppio identikit (Sketch Artist), regia di Phedon Papamichael - film TV (1992)
- The Round Table - serie TV, 7 episodi (1992)
- Route 66 - serie TV, 2 episodi (1993)
- SeaQuest - Odissea negli abissi (SeaQuest DSV) - serie TV, 23 episodi (1993-1994)
- La fiamma del deserto (A Perfect Stranger), regia di Michael Miller - film TV (1994)
- Due South - Due poliziotti a Chicago (Due South) - serie TV, 2 episodi (1994)
- La stirpe del futuro (Yesterday's Target), regia di Barry Samson - film TV (1996)
- Kindred: The Embraced - serie TV, 8 episodi (1996)
- Il tarlo del sospetto (The Beneficiary), regia di Marc Bienstock - film TV (1997)
- Melrose Place - serie TV, 6 episodi (1997)
- C-16: FBI - serie TV, episodio 1x04 (1997)
- Nash Bridges - serie TV, episodio 3x20 (1998)
- Profiler - Intuizioni mortali (Profiler) - serie TV, episodio 3x03 (1998)
- Brimstone - serie TV, 3 episodi (1998-1999)
- The Darwin Conspiracy, regia di Winrich Kolbe - film TV (1999)
- Streghe (Charmed) - serie TV, episodio 1x11 (1999)
- Sentinel - serie TV, episodio 4x04 (1999)
- X-Files (The X Files) - serie TV, episodio 7x17 (2000)
- The Division - serie TV, episodio 1x05 (2001)
- E.R. - Medici in prima linea (ER) - serie TV, episodio 7x15 (2001)
- CSI: Miami - serie TV, episodio 1x24 (2003)
- NCIS - Unità anticrimine (NCIS: Naval Criminal Investigative Service) - serie TV, episodio 1x12 (2004)
- Jane Doe: tradimento (Jane Doe: Till Death Do Us Part), regia di Armand Mastroianni - film TV (2005)
- Wildfire - serie TV, episodio 1x03 (2005)
- Primal Park - Lo zoo del terrore (Attack of the Sabretooth), regia di George Trumbull Miller - film TV (2005)
- Crossing Jordan - serie TV, episodio 5x11 (2006)
- Cold Case - Delitti irrisolti (Cold Case) - serie TV, episodio 3x22 (2006)
- CSI: NY - serie TV, episodio 3x10 (2006)
- Heroes - serie TV, 4 episodi (2006-2007)
- Il passato di una sconosciuta (While the Children Sleep), regia di Russell Mulcahy - film TV (2007)
- Not Another High School Show, regia di Joel Gallen - film TV (2007)
- Contatto finale (Final Approach), regia di Armand Mastroianni (2007)
- La valle dei pini (All My Children) - serie TV, 53 episodi (2007-2008)
- Life - serie TV, episodio 2x02 (2008)
- Prison Break - serie TV, 9 episodi (2008)
- Burn Notice - Duro a morire (Burn Notice) - serie TV, episodio 2x10 (2009)
- Febbre d'amore (The Young and the Restless) - serie TV, 218 episodi (2009-2016)
- Il tempo della nostra vita (Days of Our Lives) - serie TV, 431 episodi (2010, 2018-in corso)
- Southland - serie TV, 2 episodi (2011)
- The Chicago Code - serie TV, episodio 1x06 (2011)
- CSI - Scena del crimine (CSI: Crime Scene Investigation) - serie TV, episodio 12x03 (2011)
- The Mentalist - serie TV, episodio 4x10 (2011)
- Hawaii Five-0 - serie TV, episodio 2x20 (2012)
- Longmire - serie TV, episodio 1x07 (2012)
- Una babysitter pericolosa (The Nightmare Nanny), regia di Michael Feifer - film TV (2013)
- Twisted - serie TV, 4 episodi (2013-2014)
- True Blood - serie TV, 4 episodi (2013-2014)
- Chosen - serie TV, 5 episodi (2014)
- Sharp Objects - miniserie TV, episodio 1x02 (2018)
- A Father's Nightmare, regia di Vic Sarin - film TV (2018)
- The Replacement Daughter, regia di Bruno Hernández - film TV (2023)

#### Cortometraggi
- Fire City: King of Miseries, regia di Tom Woodruff Jr. (2013)

### Produttrice
- Salt: A Fatal Attraction, regia di Bradford Tatum (2006)

### Doppiatrice
- Seaquest DSV - videogioco (1994)
- Star Wars: The Old Republic - videogioco (2011)
- Star Wars: The Old Republic – Rise of the Hutt Cartel - videogioco (2013)
- Star Wars: The Old Republic - Shadow of Revan - videogioco (2014)
- Mirror's Edge Catalyst - videogioco (2016)
- Star Wars: The Old Republic - Onslaught - videogioco (2019)
- Star Wars: The Old Republic - Legacy of the Sith - videogioco (2022)

## Doppiatrici italiane
Nelle versioni in italiano delle opere in cui ha recitato, Stacy Haiduk è stata doppiata da:
- Michela Alborghetti in X-Files
- Alessandra Korompay in CSI: Miami
- Francesca Fiorentini in NCIS - Unità anticrimine
- Laura Boccanera in Cold Case - Delitti irrisolti
- Cinzia De Carolis in CSI: NY
- Roberta Pellini in Prison Break
- Francesca Guadagno in Burn Notice - Duro a morire
- Laura Romano in Twisted
- Emanuela Baroni in The Mentalist
- Cristiana Lionello in CSI - Scena del crimine

Da doppiatrice è stata sostituita da:
- Stefania Patruno in Mirror's Edge Catalyst

## Riconoscimenti
- Daytime Emmy Awards
  - 2017 - Candidatura alla miglior attrice non protagonista per Febbre d'amore
  - 2022 - Candidatura alla miglior attrice non protagonista per Il tempo della nostra vita
  - 2023 - Candidatura alla miglior attrice non protagonista per Il tempo della nostra vita